# Combretum nigricans
Combretum nigricans är en tvåhjärtbladig växtart som beskrevs av Leprieur, Jean Baptiste Antoine Guillemin och Perr.. Combretum nigricans ingår i släktet Combretum och familjen Combretaceae. Inga underarter finns listade i Catalogue of Life.